# Écosystème du pin des marais

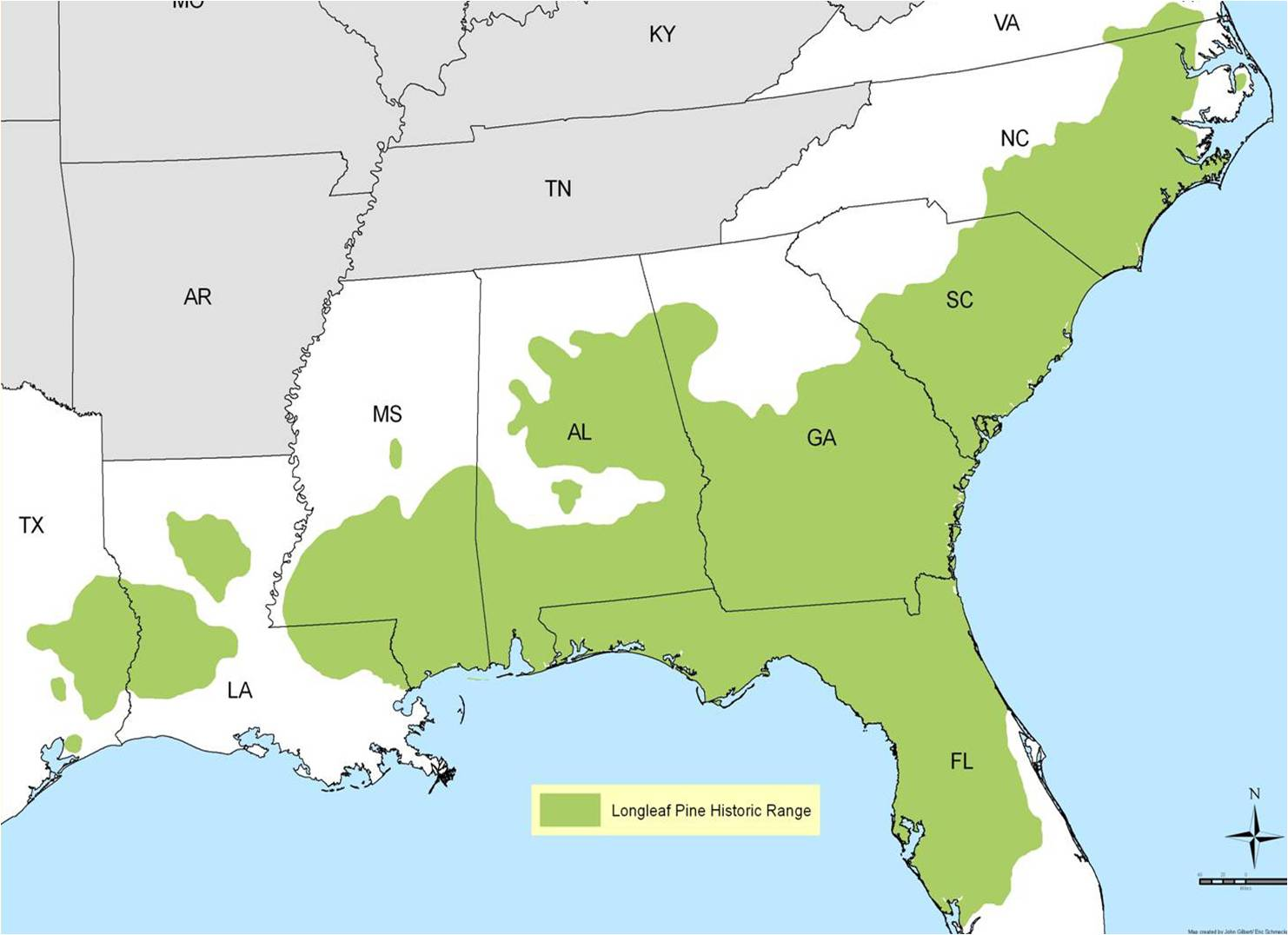
Carte de l'aire de répartition du pin des marais (Pinus palustris). Le vert représente l'aire historique des pins des marais. Il couvrait autrefois plus de 90 millions d’acres allant du sud de la Virginie à la Floride et à l’ouest du Texas. Comme les pins des marais ont évolué dans ce paysage varié, les experts affirment qu’il est le plus adapté de tous les pins du sud à des températures plus clémentes, des sécheresses plus longues, des tempêtes plus intenses et d’autres facteurs de stress liés au climat. Il en reste moins de 4%.

À partir du XVIe siècle, l'exploitation des forêts de Caroline du Nord et de Virginie pour le bois de sciage, l'élevage et les munitions de marine (Naval store, approvisionnement en produits résineux pour la marine), va mener à la quasi-disparition des écosystèmes propres au pin des marais.

## Causes de la déforestation

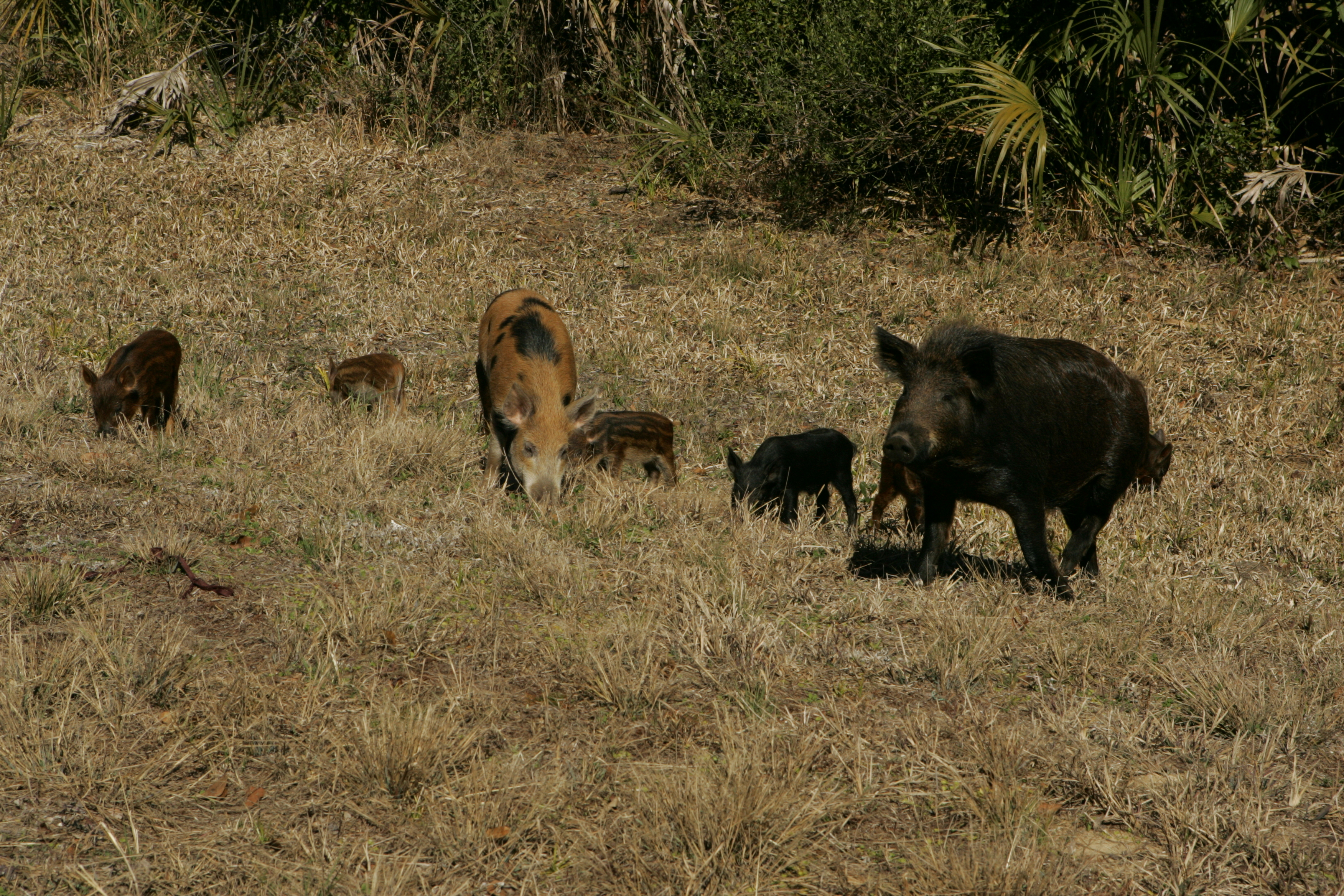
Feral hogs au Lower Suwannee National Wildlife Refuge en Floride

- Exploitation à fin de munition de marine (poix, brai, goudron de pin, térébenthine);
- Exploitation à fin de bois de sciage (bois de marine et bois d’œuvre).
- Marronnage animalier: Les porcs (hogs, feral pig) et autres animaux féraux introduits dans les bois entre 1565-1732. Pendant la guerre civile, les soldats de l'Union en Virginie ont rencontré tellement de porcs qu'ils les ont appelés « lapins de Virginie »; Falmouth, en Virginie, a été surnommé « Hogtown » pendant la période coloniale à cause de tous les porcs qui couraient librement dans la région, et ce nom s’est longtemps maintenu au XXe siècle. Hog Island, dans le Comté de Northampton, en Virginie, gagna son nom de la même manière, etc.[1]. Les porcs sauvages ont été introduits en 1539 par l'explorateur espagnol Hernando de Soto, qui les a amenés en Floride comme source d'approvisionnement en nourriture. Plus tard, les colons américains ont autorisé certains porcs domestiqués à se nourrir dans les bois, libérant nombre d'entre eux pour toujours. Aujourd’hui encore ils continuent à s'échapper des enclos de ferme, et constituent un fléau dont la Virginie tente de se débarrasser[2].

## Chronologie des événements majeurs du déclin de l'écosystème du pin des marais
1565-1732défrichement des terres, porcs et autres animaux féraux introduits dans les bois, production en petit de munitions de marine.
1714introduction des scieries hydrauliques. Début des prélèvements de bois de sciage sur les terres situées le long des cours d'eau. En 1764, il y en avait 40 en activité le long du fleuve Cape Fear en Caroline du Nord.
1750les porcs sauvages atteignent leur densité de saturation dans les pâturages découverts de Virginie et dans le nord-est de la Caroline du Nord, éliminant ainsi l'établissement de nombreux semis de pin des marais.
1815premier bateau à vapeur dans les Carolines; dix en usage en Caroline du Sud en 1826. L’introduction de la puissance de la vapeur marque le début de la révolution industrielle dans le sud; 1833 : Construction du premier chemin de fer aux États-Unis, entre Charleston et Hambourg, Caroline du Sud.
1834introduction de l'alambic de cuivre pour la distillation de l'essence de térébenthine. Début de l'ère des opérations massives de térébenthine. 1840 Le pin des marais est en grande partie décimé en Virginie après 200 ans de production artisanale de munitions de marine à petite échelle; 1850:  La production de térébenthine culmine en Caroline du Nord et commence à s'étendre au sud, à mesure que les forêts s'épuisent.
1860les porcs sauvages atteignent la densité de saturation en aire ouverte dans la majeure partie de l'aire de répartition du pin des marais.
1850-1870multiplication rapide de la technologie à vapeur dans les chemins de fer; débusqueuses à vapeur et scieries à vapeur.
1865-1870importantes ventes de terres du Sud aux investisseurs du Nord, notamment les chemins de fer. Ventes de terrains excédentaires par le chemin de fer à des entreprises forestières après la construction du chemin de fer. 1880-1890:  Début de la normalisation de la taille des voies de chemin de fer et de la jonction de lignes de chemin de fer autrefois isolées, ce qui rend le transport terrestre du bois d'œuvre possible.
1870-1920extractions de bois massives, alimentées par la technologie à vapeur. La plupart des forêts vierges restantes du sud sont exploitées.
1880-1930lois sur les troupeaux et/ou lois sur les clôtures, adoptées dans la plupart des forêts de pin des marais. La dernière régénération majeure des peuplements se produit dans de nombreuses zones, entre la fin du pâturage en terrain de parcours non cloisonné (open range grazing) et le début de la lutte active contre les incendies (fire supression)
1920-1950la majeure partie des territoires forestiers (range) de pin des marais est soumise à une lutte active efficace des incendies. Une succession dense de forêts de seconde génération remplace la diversité des forêts de savane, de forêts claires et de forêts ouvertes au feu.
1920-présentconversion de forêts non aménagées en plantations de pins.
1943après de nombreuses discussions, le Service des forêts des États-Unis approuve de manière générale l’utilisation du feu dans la gestion des terres boisées. Cependant, de nombreuses zones situées sur des terres publiques et privées sont exclues des feux dirigés.